# 缪寿恒
缪寿恒（？—？），清朝人，是一名清朝政治人物。
缪寿恒曾于乾隆年间接替凌广赤任建宁府知府一职，乾隆年间由邓接任。